# Мамука Хазарадзе
Мамука Хазара́дзе (нар. 29 грудня 1966) — грузинський бізнесмен, політик та інженер, засновник і голова групи TBC і політичного об'єднання Лело для Грузії.

## Біографія
Народився 29 грудня 1966 року в місті Тбілісі. У 1988 році закінчив факультет машинобудування Політехнічного інституту Грузії. У 1988—1990 роках працював інженером Проєктно-технологічного НДІ. У 1991 році був директором компанії «Санс». З 1991 року — президент «TBC Tbilisi Business Center». З 1995 року засновник і партнер компанії «Грузинське скло і мінеральні води». У 2004 році заснував компанію «Компанія реконструкції та розвитку Грузії», на цей час — партнер компанії. З 2007 року — президент проєкту «Розвиток озера Лісі». У 1992—2019 роках був головою наглядової ради «ТБС Банку». У 2014 році Ernst & Young присудила Грузії нагороду «Підприємець року». 12 вересня 2019 року заснував громадський рух «Лело».
У 2020—2021 роках був депутатом парламенту Грузії 10-го скликання за партійним списком від виборчого блоку «Спроба для Грузії».
Нагороджений орденом Досконалості.